# Прохорово
Прохòрово е село в Югоизточна България, община Нова Загора, област Сливен.

## География
Село Прохорово се намира на около 37 km юг-югозападно от областния център град Сливен, около 22 km югоизточно от общинския център град Нова Загора и около 23 km изток-североизточно от град Раднево. Разположено е в Старозагорското поле на Горнотракийската низина, югозападно от Светиилийските възвишения. Релефът на терена в Прохорово е равнинен, надморската височина в центъра на селото е около 170 m. Климатът е преходно-континентален.
През Прохорово протича в посока от север на юг река Овчарица (най-голям приток на река Ракитница). Овчарица приема в селото левия си приток Бабушинска (Бубушинска) река.
Минаващият през селото общински път води на северозапад до връзка преди село Еленово с третокласния републикански път III-5503, а на североизток – до връзка с третокласния републикански път III-6601.
Землището на село Прохорово граничи със землищата на: село Златари на север; село Бояджик на североизток (граничен участък около 200 m); село Межда на изток; село Скалица на юг; село Бял кладенец на югозапад; село Еленово на запад.
В землището на село Прохорово има 3 микроязовира.
Населението на село Прохорово, наброявало 845 души при преброяването към 1934 г. и 894 към 1946 г., постепенно намалява до 107 (по служебен документ на НСИ от 2022-12-31) към 2022 г.
При преброяването на населението към 1 февруари 2011 г., от обща численост 161 лица, за 136 лица е посочена принадлежност към „българска“ етническа група, за 23 – към „ромска“ и за 2 – „не отговорили“.

## История
След Руско-турската война (1877 – 1878 г.) по Берлинския договор 1878 г. селото – носещо име Кара кюрт, остава в Източна Румелия; присъединено е към България след Съединението 1885 г., а през 1934 г. е преименувано на Прохорово.
Училище има в село Кара кюрт (Прохорово) от 1878 г. До 1923 г. то се помещава в стара сграда. До 1948 г. училището е начално, а през 1948 г. се открива непълен прогимназиалин курс. Училището е закрито през 1964 г., като функционира още няколко години, придадено към училището в село Еленово.
Читалище „Кирил и Методий“ в село Кара кюрт (Прохорово) е основано през 1927 г.

## Обществени институции
Село Прохорово към 2023 г. е център на кметство Прохорово.
В село Прохорово към 2023 г. има:
- действащо читалище „Свети Свети Кирил и Методий - 1927“;[10][11]
- пощенска станция.[12]

## Културни и природни забележителности
На изток-североизток от Прохорово недалече от Бубушинска река има надгробни могили. Във връзка с намеренията за отваряне в околността на открити рудници за добив на мед, в началото на 2020-те години част от могилите са обект на спасителни археологически разкопки, при които са открити глинени и бронзови съдове, част от щит, накити и други. Открита е в периферията на богат на находки гроб, извън могилата, разкопана от иманяри колесница, която се свързва с този гроб, в който има и много добре запазен меч с накладки по дръжките и украси.

## Редовни събития
Празникът на селото е на 3 юни.